# Ayuntamiento de Santiago Tlatelolco
El Ayuntamiento de Santiago Tlatelolco fue el ente jurídico administrativo que gobernó a la república de indios de Santiago Tlatelolco, que fuera dentro de la ciudad novohispana de México junto a San Juan Tenochtitlan, una de las zonas exclusivas para la habitación de los indígenas en la ciudad, sobre todo al principio de indígenas mexicas y Tlatelolcas, que habían defendido la Ciudad de México durante la fase final de la conquista del Imperio Mexica por los españoles.
Este ayuntamiento funcionó desde 1525 hasta la aplicación de la Constitución de Cádiz de 1812, aunque continuó funcionando como un apéndice del Ayuntamiento de México, sobre el cual mantenía cierto poder político y económico, por lo que su extinción real provino con la aplicación de las Leyes de Reforma luego de 1857, aunque hasta 1968 con la construcción del Conjunto Urbano Nonoalco Tlatelolco que desaparece el último vestigio de su organización comunal.
El cabildo del ayuntamiento consistía en un Gobernador, un número variable de alcaldes y regidores, además de un indeterminado número de funcionarios menores, administrativamente dependía en varias cosas del Ayuntamiento de México como fue la construcción y suministro de agua por el Acueducto de Guadalupe o su posesión de los terrenos pertenecientes al ejido de la Ciudad de México.

## Historia
Poco después de la conquista del Imperio Mexica por Hernán Cortés, la monarquía española trato de proteger los intereses españoles en las nuevas tierras y de paso proteger los intereses de los indios, sobre todo los aliados, es así como establece una serie de reglas destinadas a regular la vida de los indígenas americanos, en 1530 el rey español Carlos V manda una carta a la Audiencia de México donde solicita organizar a los indígenas en gobiernos semejantes a los españoles, con un gobernador y un alguacil, como en España, pero estos normalmente ya tenían un gobierno bien establecido y solo se les castellanizo el nombre, es así como se les deja de nombrar Tlatoani a los gobernadores y reciben el nombre de Cacique y Gobernador, es solo hasta 1549 cuando por cédula real se obliga a la organización de las Repúblicas de Indios.
Entre ambas misivas, ya se habían formado varias repúblicas, tomando como base los antiguos gobiernos indígenas, pero tratando de darles una forma española basada en el municipio, en el caso del valle de México los españoles organizaron varias repúblicas entre estas tenemos la de Iztapalapa, Tlalpan, Coyoacán, Azcapotzalco, Texcoco y en la que normalmente se conoce como México, se dividió en tres repúblicas, una totalmente española conocida comúnmente como la Traza y dos indígenas una en la antigua México-Tenochtitlán y la otra en México-Tlatelolco, que recibió el nombre de Santiago Tlatelolco.
Esta república en un principio fue gobernada por nobles indígenas, provenientes de la nobleza mexica y tlatelolca, mientras la ciudad de San Juan Tenochtitlan era gobernada por nobles indígenas provenientes de pueblos aliados a los españoles en la conquista del Imperio Mexica. Así, por ejemplo, luego de su captura, el mismo Huey Tlatoani Cuauhtémoc fue ratificado por Hernán Cortes como gobernador de la ciudad de México-Tlatelolco, cargo que tenía antes de ser nombrado Huey Tlatoani durante la conquista.
De acuerdo a las reglas la República de Indios debía ser gobernada solo por indígenas, los cuales dividirían su territorio en zonas gobernadas por una parroquia (templo religioso), los que a su vez estarían divididos en barrios. Esta regla de gobierno se mantuvo con bastante regularidad en Santiago Tlatelolco ya que ellos mismo tuvieron el apoyo del español Ayuntamiento de México para imponer su elección al Virrey, se cree que esta preminicensia se debía a que el cabildo y por extensión los indígenas de la república tenían el control de la Hacienda de Santa Anna Aragón, con lo cual tenían grandes ingresos, los cuales les permitían prestar tanto a los miembros del ayuntamiento de México, como al Virrey y a la misma Corona.
Es así como al aplicarse primero las reglas para la Reestructuración de reino de 1768 y luego la jura y aplicación de la Constitución de Cádiz de 1812, este municipio deja de existir formalmente, integrándose del al ayuntamiento de la Ciudad de México, pero en la realidad mantuvo su independencia, es solo con la llegada de la Independencia de México que se empieza a diluir el municipio, primero por el bajo número de habitantes con derechos, estos para mantener en producción a la Hacienda de Santa Anna Aragón debieron propiciar la inmigración, lo que en determinado momento obligó a la creación de pueblos como San Juan de Aragón, entre los cuales se dividió las tierras de la hacienda y la república, obligándolos a extinguir la hacienda y el municipio, hacia 1857 los 5000 integrantes de la república de indios debido a las Leyes de Reforma debieron empezar a vender sus propiedades comunales, lo que hicieron entre ellos mismos, la especulación sobre estos fue fuerte y varios empresarios solicitaron que se les dieran los terrenos abandonados, los cual no sucedió por los avatares de esos tiempos, es solo hasta 1968 que debieron emigrar a otras partes y terminar los últimos restos de la república, ya que sobre sus últimos barrios se construyó el Conjunto Urbano Nonoalco Tlatelolco, es así también como se terminó con la costumbre de llevar a bendecir al atrio del Colegio de la Santa Cruz de Tlatelolco los automóviles, que era controlado por este grupo.

## Funcionamiento
El Ayuntamiento se integraba por:
- Un Gobernador.
- Alcaldes
- Síndicos

Y funcionarios menores como.
- Alguaciles.
- Mayordomos.
- Escribanos.
- Mandones.

## Gobernador
Inicialmente al gobernador de Santiago Tlatelolco le fue dado por los mismos españoles el título tradicional de Tlatoani, aunque este fue rápidamente cambiado por el más español de Cacique y Gobernador,  este terminó con el tiempo fue modificándose y se les llamó Señor y Gobernador, Juez y Gobernador y al final y de forma más común Gobernador. Estos gobernadores fueron en su mayoría indígenas, al principio eran nobles Mexicas o Tlatelolcas.
El gobernador era elegido cada año, normalmente en noviembre y tomaba el mando el primero de enero siguiente, duraba en el puesto un año, pero desde el inicio se reeligieron por varios periodos, este nombramiento debía recaer en una persona solvente, indígena y preparada, era electo por votación indirecta, de los electores no está claro como eran elegidos, ya que su número varía de elección a elección, aunque varios de los gobernantes antes fueron electores, al entrar en funciones nombraba bajo su responsabilidad a una serie de funcionarios, entre estos regidores, síndicos, etc. Su nombramiento no era directo ya que debía pasar por el visto bueno del Virrey.
Sus funciones eran básicamente ejecutivas, y se basaban en recolectar impuestos, mantener el orden en la república, obligar a la asistencia y apoyo de las fiestas y celebraciones religiosas, para el aspecto legislativo se apoyaba en las leyes que emitía el Virrey y la Audiencia de México, en el aspecto judicial tenía a su cargo la cárcel, por medio de un Alguacil, para juzgar las causas tenía que recurrir al Juzgado General de Indios. Al término de su gobierno este debía dar cuenta de sus actos y se le sometía a un Juicio de Residencia. Una particularidad de sus gobernadores es que en varias ocasiones estos también lo fueron de otras repúblicas.
Algunos de los gobernadores de Santiago Tlatelolco fueron:
1. Hernando de Alvarado Cuauhtémoc (1520-1525) Confirmado en el cargo previo que tenía antes de la conquista por Hernán Cortes.
2. Juan Velázquez Tlacotzin (1525)
3. Esteban de Guzmán (1555–1560) primer gobernador bajo las reglas españolas.
4. Juan de los Ángeles (1561)
5. Diego de Mendoza (1562–1566)
6. Miguel García Oquiztin (1567–1579)
7. Juan de Zárate (1579-1582)
8. Balthasar de Mendoza de Austria Moctezuma (1583–1587) Español de origen.
9. Juan de Martínez (1588–1589)
10. Juan Martín (1590)
11. Gaspar de Mendoza (1591–1594)
12. Melchor de Mendoza (1594-1598)
13. Juan Martín (1599–1600)
14. Desconocidos (1600–1607)
15. Melchor de Soto (1608-1618)
16. Desconocidos (1619–1620)
17. Melchor de San Martín (1621-1623)
18. Juan de Alcaraz (1623)
19. Desconocido (1624-1630)
20. Juan Toribio de Alcaras (1631-1634)
21. Desconocido (1635-1645)
22. Diego Carreón (1646-1649)
23. Desconocido (1650-1660)
24. Juan Lorenzo (1661-1666)
25. Desconocido (1667-1668)
26. Diego de la Cruz (1669)
27. Desconocido (1670-1672)
28. Miguel Montes de Santiago (1673)
29. Desconocido (1674-1680)
30. Felipe Lorenzo (1681-1682)
31. Roque de Santiago (1683-1684)
32. Juan de Santiago (1685)
33. Diego Martínez (1686)
34. Juan de Salas (1688)
35. Felipe de Santiago (1690)

## Alcaldes y regidores
Los alcaldes y regidores eran nombrados por el gobernador, aunque en su mayoría eran prominentes en el  Campa “o barrio mayor”  donde trabajaban, no se sabe bien cuántos de ellos existían ya que al parecer no tenían un sistema tan formal de nombramientos, como si ocurría en San Juan Tenochtitlan, se cree que como en este último debió existir uno en cada Campa o “barrio mayor” (se cree que Santiago tenía entre cinco y siete, al contrario de San Juan que solo tenía cuatro), los Alcaldes se distinguían de los regidores en que su función era básicamente judicial, mientras un regidor tenía a su cargo funciones administrativas y su número variaba mucho ya que debían atender diferentes ocupaciones, no siempre permanentes, como era el caso de las fiestas patronales de cada parroquia o las tareas de mantenimiento en la hacienda de Santa Anna Aragón

## Funcionarios menores

### Alguaciles
Eran los encargados del orden público, era una especie de policía, su número era normalmente de uno por barrio menor, pero este podía incrementarse a voluntad del gobernador, quien los nombraba bajo su responsabilidad.

### Mayordomos
Eran los encargados de organizar y realizar las actividades comunales, como las festividades religiosas o de tequio, eran nombrados por el gobernador bajo su entera responsabilidad.

### Escribanos
Su trabajo era realizar las actas, cartas, etc. Que permitían comunicar las decisiones u órdenes del cabildo y el gobernador, este puesto era uno de los más exclusivo ya que necesitaba que la persona supiera escribir y leer, el nombramiento provenía del Gobernador.

### Mandones
Eran personas encargadas de realizar actividades, dirigiendo a pequeños grupos de indígenas, quienes así pagaban en sangre sus deberes para la república. Eran nombrados por cualquier funcionario de mayor categoría, pero sus acciones eran responsabilidad del Gobernador.